# Ubåtsklass Typ II
Ubåtsklass Typ II (tyska: U-boot-klasse II eller U-boot Typ II) var en mindre 250 tons kustubåt, som utgjorde stommen i det unga tyska ubåtsvapen som skapades 1935. Den tillverkades i fyra olika undertyper, nämligen IIA, IIB, IIC och IID. Totalt tillverkades 50 ubåtar i klassen under åren 1935–1941.
Enligt Versaillefördraget från 1919 tilläts Tyskland inte ha ubåtar. 1935 sades dock avtalet upp och bara några dagar senare sjösattes U-1, den första ubåten i klass IIA.

## Allmänna karaktärsdrag Typ IIA
- Deplacement: 254 ton i ytläge / 303 ton i uläge
- Totallängd: 40,9 meter
- Totalbredd: 4,1 meter
- Djupgående: 3,8 meter
- Drivkraft: I ytläge 700 hästkrafter, i undervattensläge 360 hästkrafter
- Hastighet: I ytläge 13,0 knop, i undervattensläge 6,9 knop
- Räckvidd: I ytläge 3000 km vid 8 knops hastighet, i undervattensläge 60 km vid 4 knops hastighet
- Torpeder: 5 stycken (3 torpedtuber i fören). Kunde även medföra minor
- Däcksbeväpning: Ingen
- Besättning: 22–24 man
- Maxdjup: 150 meter

## Allmänna karaktärsdrag Typ IIB
- Deplacement: 279 ton i ytläge / 328 ton i uläge
- Totallängd: 42,7 meter
- Totalbredd: 4,1 meter
- Djupgående: 3,9 meter
- Drivkraft: I ytläge 700 hästkrafter, i undervattensläge 360 hästkrafter
- Hastighet: I ytläge 13,0 knop, i undervattensläge 7,0 knop
- Räckvidd: I ytläge 6000 km vid 8 knops hastighet, i undervattensläge 70 km vid 4 knops hastighet
- Torpeder: 5 stycken (3 torpedtuber i fören). Kunde även medföra minor
- Däcksbeväpning: Ingen
- Besättning: 22–24 man
- Maxdjup: 150 meter

## Allmänna karaktärsdrag Typ IIC
- Deplacement: 291 ton i ytläge / 341 ton i uläge
- Totallängd: 43,9 meter
- Totalbredd: 4,1 meter
- Djupgående: 3,8 meter
- Drivkraft: I ytläge 700 hästkrafter, i undervattensläge 410 hästkrafter
- Hastighet: I ytläge 12,0 knop, i undervattensläge 7,0 knop
- Räckvidd: I ytläge 7000 km vid 8 knops hastighet, i undervattensläge 70 km vid 4 knops hastighet
- Torpeder: 5 stycken (3 torpedtuber i fören). Kunde även medföra minor
- Däcksbeväpning: Ingen
- Besättning: 22–24 man
- Maxdjup: 150 meter

## Allmänna karaktärsdrag Typ IID
- Deplacement: 314 ton i ytläge / 364 ton i uläge
- Totallängd: 44,0 meter
- Totalbredd: 4,9 meter
- Djupgående: 3,9 meter
- Drivkraft: I ytläge 700 hästkrafter, i undervattensläge 410 hästkrafter
- Hastighet: I ytläge 12,7 knop, i undervattensläge 7,4 knop
- Räckvidd: I ytläge 9000 km vid 8 knops hastighet, i undervattensläge 90 km vid 4 knops hastighet
- Torpeder: 5 stycken (3 torpedtuber i fören). Kunde även medföra minor
- Däcksbeväpning: Ingen
- Besättning: 22–24 man
- Maxdjup: 150 meter